# Mihails Tāls
 Ez a cikk a sakkjátszmák algebrai lejegyzését alkalmazza.
Mihails Tāls (oroszosan: Mihail Nyehemjevics Tal [Михаил Нехемьевич Таль]; Riga, 1936. november 9. – Moszkva, 1992. június 28.) szovjet-lett sakkozó, nagymester, a sakk nyolcadik világbajnoka (1960–1961), nyolcszoros sakkolimpiai bajnok, hatszoros Európa-bajnok, hatszoros szovjet bajnok, kétszeres lett bajnok, elismert sakkíró, a lett Šahs című sakkfolyóirat felelős szerkesztője (1960–1970).
A valaha élt egyik legeredetibb és legbriliánsabb sakkozónak tekintik, ezt jelzi, hogy A világ nagy sakkjátszmáinak mamut könyve (The Mammoth Book of the World's Greatest Chess Games, Burgess, Nunn & Emms 2004) és a Modern sakk briliánsok (Modern Chess Brilliancies, Evans 1970.) című kiadványok több Tal-játszmát tartalmaznak, mint bármely más sakkjátékosét.
Szerette a szép, esztétikus játszmákat, ahogyan ő fogalmazott: „a sakk elsősorban művészet”. Rendkívül erőteljes és ötletes támadó játéka miatt a „rigai varázsló” címet adták neki. Játszmáiban gyakran intuitív módon áldozott anyagot a kezdeményezés érdekében, hogy aztán az előre kiszámolhatatlan bonyodalmakban felülkerekedjen.  Világossal és sötéttel is kedvelte a szicíliai védelmet, világossal a spanyol megnyitást.
1992. május 28-án, bár veseelégtelenségben haldoklott, elhagyta a kórházat, hogy játsszon Garri Kaszparovval, akit sikerült is megvernie. Egy hónappal később hunyt el.
2003-ban beválasztották a World Chess Hall of Fame (Sakkhírességek Csarnoka) tagjai közé.

## Élete
Zsidó család gyermekeként látta meg a napvilágot, Lettországban, Rigában, 1936. november 9-én. Apja kutató és gyógyító orvos volt. Csodagyerekként tartották számon. Hároméves korában már tudott olvasni, 5 éves korában háromjegyű számokat szorzott össze fejben. 15 évesen kezdte el az egyetemet.
A Rigai Egyetem irodalom szakán végzett, diplomadolgozata egy tézis Ilf és Petrov szatirikus műveiről, s a húszas évei elején iskolai tanár is volt.
Háromszor nősült. 1959-ben elvette a 19 éves Szalli Landau szovjet színésznőt, akitől 1970-ben elvált. (2003-ban a volt felesége egy életrajzot adott ki Talról.) 1960-ban született Georgij nevű fia, aki később orvos lett és Izraelbe vándorolt ki. A válás után egy grúz színésznővel házasodott össze, amely fiktív házasságnak bizonyult, és még ugyanebben az évben elvette a gépíró Angelinát, akivel élete végéig együtt élt. Ebből a házasságából született 1975-ben Zsanna nevű lánya.

### Egészségi állapota
Szellemes és impulzív alkat volt. Kedvelte a bohém életet, az ivászatokat és a táncot, néhány alkalommal a hatóságokkal is összetűzésbe keveredett. Erősen dohányzott annak ellenére, hogy egészsége ezt nem tette volna lehetővé. Már féléves korában súlyos agyhártyagyulladáson esett át. Vesebetegsége miatt sok időt töltött kórházban, és 1969-ben az egyik veséjét el is távolították. Az erős fájdalmak elviselése miatt szedett morfiumnak egy időre rabjává is vált. 1992-ben egy moszkvai kórházban halt meg hivatalosan a nyelőcsövében bekövetkezett vérzés miatt, de a valóságban már minden szerve felmondta a szolgálatot.

### Személyisége
Az első felesége ezt írta róla:
|  | „Misa nagyon nem volt talpraesett a gyakorlati életben… Amikor sakktornára utazott, a saját bőröndjét sem tudta egyedül becsomagolni… Azt sem tudta, hogyan kell meggyújtani a gázt a főzéshez. Ha fejfájásom volt, és senki sem volt otthon, csak ő, akkor pánikba esett: „Hogyan készítsem el a melegvizes palackot?” Ha autót vezettem, úgy nézett rám, mintha másik bolygóról jöttem volna. Természetesen megtanulhatta volna ezeket, ha akarta volna, de unalmasak voltak a számára, egyszerűen nem volt rájuk szüksége. Sokan mondják, hogyha Tal vigyázott volna magára, ha nem élt volna annyira kicsapongó életet, és így tovább. De az olyan emberek életében, mint Tal, a „mi lett volna ha” egyszerűen abszurd kérdés. Akkor már nem Tal lett volna. ” |
|  | |

## Sakkpályafutása

### Korai évei
Nyolcévesen tanult meg sakkozni, miközben az orvos édesapja játékát figyelte. Nem sokkal ezután csatlakozott a rigai úttörőház sakk-szakköréhez. Eleinte nem volt kiemelkedő a sakktudása, de keményen tanult, hogy javulhasson. Aleksandrs Koblenc kezdte el tanítani 1949-től, aminek következtében Tal játéka nagyon gyorsan kezdett javulni, és 1951-ben sikerült eljutnia a lett sakkbajnokságig. Az 1952-ben megrendezett lett sakkbajnokságon már megelőzi edzőjét, egy évvel később, 1953-ban már meg is nyeri, s kiérdemli a sakkmester címet. 1954-ben válik szovjet sakkmesterré.

### Szovjet bajnok
Először 1956-ban jutott el a szovjet bajnokságig, ahol holtversenyben az 5–7. lett, a következő évben (20 évesen) azonban már megnyeri, ezzel ő lett a legfiatalabb szovjet bajnok. 1958-ban ismét megnyeri a szovjet bajnokságot, és később ezután még négyszer, 1967-ben, 1972-ben, 1974-ben és 1978-ban nyeri meg a világ legerősebb sakkbajnokságát.
Habár nem vett részt elég nemzetközi tornán, hogy kiérdemelje a nemzetközi nagymester címet, a Nemzetközi Sakkszövetség (FIDE) az 1957-es kongresszusán úgy döntött, figyelembe véve azt, hogy megnyerte a szovjet bajnokságot, kiérdemli a címet.
1956-1958 között három főiskolai sakkolimpián vett részt a szovjet válogatott tagjaként, amelyeken mind csapatban mind egyéniben mindhárom alkalommal aranyérmet szerzett.
1959-ben megnyert egy nagyon erős versenyt Zürichben.

### Világbajnok

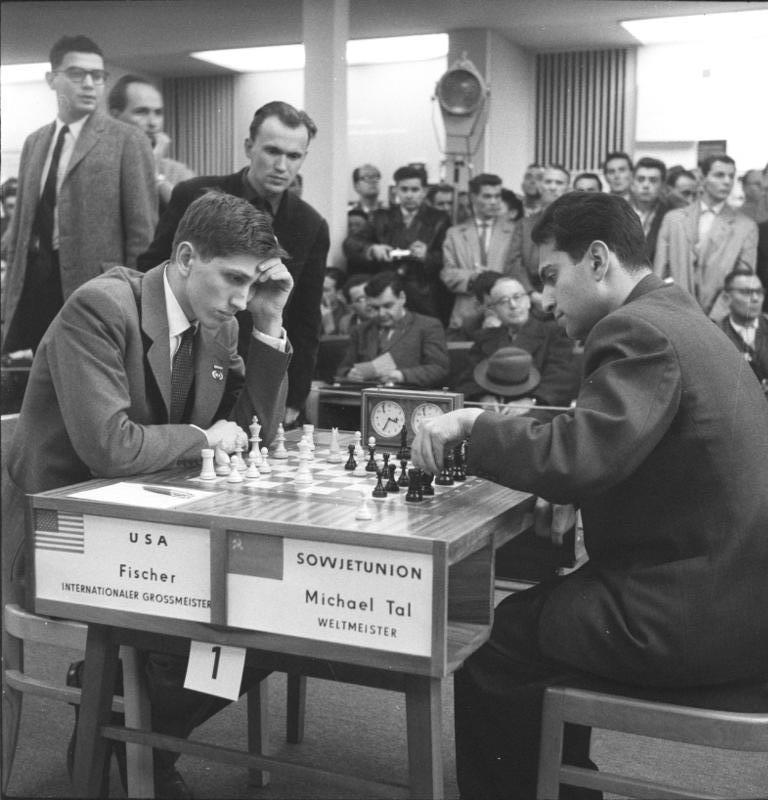
Bobby Fischer (a kép bal oldalán) és Mihail Tal az 1960-as lipcsei sakkolimpián

1958-ban a  zónaversenynek számító szovjet bajnokság megnyerése révén kvalifikálta magát a világbajnokság versenysorozatába. Ugyanebben az évben megnyeri a világbajnokjelöltek zónaközi döntőjét is Portorožban. A világbajnokság következő lépcsőfokát, a világbajnokjelöltek versenyét Jugoszlávia három városában (Bled, Zágráb, Belgrád) rendezték 1959-ben. Itt Tal jó formában 28 játszmából 20 pontot szerezve első helyezést ért el, megelőzve ezzel Paul Kerest (18½), Tigran Petroszjánt, Vaszilij Szmiszlovot, Bobby Fischert, Svetozar Gligorićot, Friðrik Ólafssont, és Benkő Pált.
1960-ban, 23 évesen a világbajnokság döntőjében 12½–8½-re (6 győzelem, 2 vereség és 13 döntetlen) sikerül legyőznie Mihail Botvinniket, ezzel akkor minden idők legfiatalabb világbajnokává válik, amitől majd Garri Kaszparov fosztja meg, ugyanis neki 22 évesen sikerül ez a bravúr.
Botvinnik, aki korábban még sosem játszott Tallal, 1961-ben ugyancsak Moszkvában 13–8-cal (10 győzelem, 5 vereség, 6 döntetlen) visszaszerezte a világbajnoki címet. A két mérkőzés közötti időszakban Botvinnik kielemezte Tal stílusát és a visszavágók nagyobb részét sikerült lassú végjátékokba átvinnie, s elkerülnie a hosszú, taktikus középjátékokat, amely Tal erőssége volt.
Tal krónikus veseproblémái hozzájárultak Botvinnik győzelméhez, s a rigai orvosok azt tanácsolták, hogy el kellene halasztania a meccset egészségügyi okokra hivatkozva. Jurij Averbah azt állítja, hogy Botvinnik beleegyezett volna ebbe, azzal a feltétellel, hogy moszkvai orvosok is megerősítsék ezt, s ez sarkallta Talt arra, hogy játsszon.
Az 1963-as világbajnoki ciklusban az előző világbajnoki párosmérkőzés veszteseként csak a világbajnokjelöltek versenyén kellett indulnia. Az 1962-ben a Curaçaóban rendezett versenyen csak a 7. helyet szerezte meg a 8 versenyző közül.
Az 1966-os világbajnoki ciklusban az 1964-ben Amszterdamban rendezett zónaközi versenyen az első nyolc versenyző jutott tovább a világbajnokjelöltek versenyére. Tal holtversenyben az 1–4. helyen végzett Vaszilij Szmiszlov, Bent Larsen és Borisz Szpasszkij társaságában. A párosmérkőzések során először Portisch Lajost győzte le 5,5–2,5 arányban, majd az elődöntőben Bent Larsent 5,4–4,5-re, és csak a döntőben kapott ki Szpasszkijtól 7–4 arányban.
Az 1969-es világbajnoki ciklusban az előző világbajnokjelölti versenysorozat döntőseként csak a legjobb nyolc versenyző közötti párosmérkőzésekből álló végső szakaszban kellett részt vennie. A negyeddöntőben 5,5–3,5 arányban győzött a jugoszláv Gligoric ellen, az elődöntőben azonban 5,5– 4,5 arányban kikapott Viktor Korcsnojtól. Ezen a világbajnokságon a helyosztóra is sor került: a harmadik helyért a dán Bent Larsen ellen játszott, és 5,5–2,5 arányban alulmaradt.
Az 1975-ös világbajnoki ciklusban 1972-ben megnyerte a zónaversenynek számító 40. szovjet bajnokságot, de az 1973-ban Leningrádban rendezett zónaközi versenyen csak 8. lett, így kiesett a további küzdelmekből.
Az 1978-as világbajnoki ciklusban külön kiemeltként indulhatott  az 1976-ban Bielben rendezett  zónaközi versenyen, ahol Tigran Petroszjánnal és Portisch Lajossal holtversenyben a 2–4. helyen végzett. Az első három helyezett juthatott tovább a párosmérkőzéses szakaszba, ezért a helyezéseket rájátszással döntötték el. A négyfordulós körmérkőzéses formában lebonyolított rájátszásban csak a harmadik helyet szerezte meg, így ez alkalommal sem sikerült továbbjutnia.
Az 1981-es világbajnoki ciklusban a Rigában rendezett 1979-es zónaközi versenyen nagy fölénnyel, 2,5 pont előnnyel a 2. helyezett Polugajevszkij előtt 1. helyezést ért el. Az 1980-ban játszott világbajnokjelölti párosmérkőzésen a legjobb négy közé jutásért azonban ugyanettől a Polugajevszkijtől 5,5–2,5 arányú vereséget szenvedett.
Az 1984-es világbajnoki ciklusban csak az első két helyezett jutott tovább, mögöttük Tal a 3. helyen végzett a Moszkvában rendezett zónaközi versenyen, így került a legjobb nyolc közé a párosmérkőzéses szakaszba.
Az 1990-es világbajnoki ciklusban a Szabadkán rendezett zónaközi versenyen az első három helyezett továbbjutó mögött a negyedik helyen végzett.
Az 1993-as világbajnoki ciklusban az első alkalommal svájci rendszerben rendezett zónaközi versenyen a 36. helyen végzett.

## Csapateredményei

### Szereplései a sakkolimpiákon
1958-1982 között nyolcszor vett részt a Szovjetunió színeiben a sakkolimpián, amelyeken csapatban nyolc aranyérmet, egyénileg öt arany és két ezüstérmet szerzett. Összesen 101 játszmát játszott, amelyekből 65-öt megnyert, 34 döntetlent ért el, s csak két vereséget szenvedett, amely 81,2%-os teljesítmény. Ez a teljesítmény a legalább 4 olimpián szereplő versenyzők között minden idők legjobbja.
| Év   | Olimpia         | Helyszín               | Tábla   | Győzelem | Vereség | Döntetlen | %    | Helyezés csapat | Helyezés egyéni |
| 1958 | 13. sakkolimpia | München ( NSZK)        | 1.tart. | 12       | 0       | 3         | 90   | Aranyérem       | Aranyérem       |
| 1960 | 14. sakkolimpia | Lipcse ( NDK)          | 1.      | 8        | 1       | 6         | 73,3 | Aranyérem       | Ezüstérem       |
| 1962 | 15. sakkolimpia | Várna ( Bulgária)      | 2.tart. | 7        | 0       | 6         | 76,9 | Aranyérem       | Aranyérem       |
| 1966 | 17. sakkolimpia | Havanna ( Kuba)        | 3       | 11       | 0       | 2         | 92,3 | Aranyérem       | Aranyérem       |
| 1972 | 20. sakkolimpia | Szkopje ( Jugoszlávia) | 4.      | 12       | 0       | 4         | 87,5 | Aranyérem       | Aranyérem       |
| 1974 | 21. sakkolimpia | Nizza ( Franciaország) | 1.tart. | 8        | 0       | 7         | 76,7 | Aranyérem       | Aranyérem       |
| 1980 | 24. sakkolimpia | Valletta ( Málta)      | 3       | 2        | 1       | 3         | 58,3 | Aranyérem       |                 |
| 1982 | 25. sakkolimpia | Luzern ( Svájc)        | 1.tart. | 5        | 0       | 3         | 81,3 | Aranyérem       | Ezüstérem       |

### Európa-bajnokságok
1957–1980 között hat sakkcsapat Európa-bajnokságon vett részt a szovjet válogatott tagjaként, amelyeken csapatban mind a hat alkalommal aranyérmet szerzett, egyénileg három arany, egy ezüst és egy bronzérmet ért el a tábláján nyújtott teljesítménye alapján.

## Kiemelkedő versenyeredményei
Tal összes versenyeredménye és párosmérkőzése, valamint az ezeken váltott játszmái megtalálhatók a chessgames.com oldalon két részletben. Az első részben az 1949–1973 közötti versenyei, a második részben az 1974–1992 közötti eredményei.
1950-től (amikor megnyerte a lett ifjúsági bajnokságot) 1991-ig egyedül vagy holtversenyben 68 versenyen végzett az élen. 41 éves sportpályafutása idején mintegy 2700 játszmát játszott, amelyeken 65%-os teljesítményt ért el. A táblázat az első helyezéseit, valamint a győztes párosmérkőzéseinek eredményeit tartalmazza.
| Év      | Verseny | Helyezés   | Eredmény Pont/Játszma              | Mérkőzés/Csapateredmény |
| ------- | --- | ---------- | ---------------------------------- | --- |
| 1950    | Riga – Lettország junior bajnokság                                                                                             | 1.         |                                    | |
| 1953    | Riga – 10. Lett bajnokság | 1.         | (14½/19)                           | |
| 1955    | Riga – 23. Szovjet bajnokság elődöntő                                                                                          | 1.         | (12½/18)                           | |
| 1956    | |            |                                    | Uppsala – Főiskolai sakkolimpia, 3. tábla (6/7)                                                                                 |
| 1957    | Moszkva – 24. Szovjet bajnokság                                                                                                | 1.         | (14/21)                            | Reykjavík – Főiskolai sakkolimpia, 1. tábla (8½/10) Baden/Bécs – Európai sakkcsapat bajnokság, 4. tábla, 1–2. (3/5)             |
| 1958    | Riga – 25. szovjet bajnokság Portorož zónaközi verseny                                                                         | 1. 1.      | (12/19) (13½/20)                   | Várna- Főiskolai sakkolimpia, 1. tábla (8½/10) 1958-as sakkolimpia, 5. tábla (13½/15)                                           |
| 1959    | Riga – Lett olimpia Zürich nemzetközi verseny Bled–Zágráb–Belgrád – világbajnokjelölti verseny                                 | 1.         | (7/7) (11½/15) (20/28)             | |
| 1960    | |            |                                    | Hamburg – NSZK–Szovjetunió csapatmérkőzés 1. (7½/8) Moszkva – világbajnoki döntő párosmérkőzés Mihail Botvinnikkal: (+6 −2 =13) |
| 1960/61 | Stockholm nemzetközi verseny                                                                                                   | 1.         | (9½/11)                            | |
| 1961    | Bled nemzetközi verseny | 1.         | (14½/19)                           | |
| 1962    | |            |                                    | 1962-es sakkolimpia, 6. tábla (10/13)                                                                                           |
| 1963    | Miskolc nemzetközi verseny | 1.         | (12½/15)                           | |
| 1963/64 | Hastings, Premier nemzetközi verseny                                                                                           | 1.         | (7/9)                              | |
| 1964    | Reykjavík nemzetközi verseny Amszterdam zónaközi verseny Kiszlovodszk nemzetközi verseny                                       | 1. 1–4. 1. | (12½/13) (17/23) (7½/10)           | |
| 1965    | Riga, Lett bajnokság | 1.         | (10/13)                            | Világbajnokjelölti párosmérkőzés Portisch Lajossal: (+4 −1 =3) Világbajnokjelölti párosmérkőzés Bent Larsennel: (+3 −2 =5)      |
| 1966    | Szarajevó nemzetközi verseny Palma de Mallorca nemzetközi verseny,                                                             | 1–2. 1.    | (11/15) (12/15)                    | 1966-os sakkolimpia, 3. tábla (12/13)                                                                                           |
| 1967    | Harkov 35. szovjet bajnokság, = 1. (12/15)                                                                                     |            |                                    | |
| 1968    | Gori (Grúzia) nemzetközi verseny                                                                                               | 1.         | (7½/10)                            | Belgrád, Párosmérkőzés Svetozar Gligorićcsal: (+3 −1 =5)                                                                        |
| 1969/70 | Tbiliszi, Goglidze-emlékverseny                                                                                                | 1–2.       | (10½/15)                           | |
| 1970    | Poti – Grúz nyílt bajnokság Szocsi – Nagymesterek vs Ifjú mesterek                                                             | 1.         | (11/14) (10½/14)                   | Kapfenberg, Sakkcsapat Európa-bajnokság, 6. tábla (5/6)                                                                         |
| 1971    | Tallinn nemzetközi verseny | 1–2.       | (11½/15)                           | |
| 1972    | Szuhumi nemzetközi verseny Baku 40. szovjet bajnokság                                                                          | 1.         | (11/15) (15/21)                    | 1972-es sakkolimpia, 4. tábla, (14/16)                                                                                          |
| 1973    | Wijk aan Zee nemzetközi verseny Tallinn nemzetközi verseny Szocsi – Csigorin emlékverseny Dubna nemzetközi verseny             | 1. 1–2.    | (10½/15) (12/15) (11/15) (10/15)   | |
| 1973/74 | Hastings nemzetközi verseny | 1–4.       | (10/15)                            | |
| 1974    | Lublin nemzetközi verseny Halle nemzetközi verseny Újvidék nemzetközi verseny Leningrád 42. szovjet bajnokság                  | 1. = 1.    | (12½/15) (11½/15) (11½/15) (9½/15) | 1974-es sakkolimpia, 5. tábla (11½/15) Moszkva, Szovjetunió Klub csapatbajnoksága, 1. tábla, 1. (6½/9)                          |
| 1977    | Tallinn – Keres emlékverseny Leningrád jubileumi verseny Szocsi – Csigorin-emlékverseny                                        | 1. 1–2. 1. | (11½/17) (11½/17) (11/15)          | |
| 1978    | Tbiliszi 46. szovjet bajnokság                                                                                                 | 1.         | (11/17)                            | |
| 1979    | Montréal nemzetközi verseny Riga zónaközi verseny                                                                              | 1–2. 1.    | (12/18) (14/17)                    | |
| 1981    | Tallinn – Keres emlékverseny Malaga nemzetközi verseny Riga nemzetközi verseny Porz nemzetközi verseny Lviv nemzetközi verseny | 1. 1. 1–2. | (11/15)                            | |
| 1982    | Moszkva – Aljechin emlékverseny Jereván nemzetközi verseny Szocsi – Csigorin-emlékverseny Pforzheim nemzetközi verseny         | 1. 1. 1.   | (9/13) (10/15) (9/11)              | |
| 1983    | Tallinn – Keres emlékverseny                                                                                                   | 1.         | (10/15)                            | |
| 1984    | Albena nemzetközi verseny | 1–2.       | (7/11)                             | |
| 1985    | Jūrmala nemzetközi verseny | 1.         | (9/13)                             | |
| 1986    | Nyugat-Berlin nyílt bajnokság Tbiliszi – Goglidze-emlékverseny                                                                 | 1–2.       | (7½/9) (9/13)                      | |
| 1987    | Termas de Río Hondo (Argentína) Jūrmala nemzetközi verseny                                                                     | 1. 1–4.    | (8/11) (7½/13)                     | |
| 1988    | Chicago nyílt verseny 2. Villámsakk világbajnokság Saint John                                                                  | 1–6. 1.    | (5½/6)                             | |
| 1991    | Buenos Aires – Najdorf emlékverseny                                                                                            | 1–3.       | (8½/13)                            | |

## Játékereje
Legmagasabb Élő-pontszáma a hivatalos FIDE ranglistán 1980-ban 2705 volt. A Chessmetrics historikus pontszámítása szerint legmagasabb pontértékét 1960. szeptemberben érte el 2799 ponttal. 1958. október és 1966. július között 38 különböző hónapban állt a világranglista élén. Legmagasabb teljesítményértékét az 1959-ben rendezett világbajnokjelölti versenyen érte el 2869 ponttal.

## Megjelent művei
Orosz nyelven
A Jakov Damszkijjal közösen írt két műve halála után jelent meg.
- «Матч Ботвинник-Таль» (1961)
- «В огонь атаки» (szerzőtárs  Я. Дамский, 1978)
- «Когда оживают фигуры» (1983)
- «Компоненты успеха» (szerzőtárs Я. Дамский, 2005)
- «На алтарь Каиссы» (szerzőtárs Я. Дамский, 2006)

Angol nyelven
- Tal, Mikhail, Iakov Damsky and Ken Neat (tr.). Attack with Mikhail Tal. Everyman Chess (1994). ISBN 1-85744-043-9
- Tal, Mikhail. The Life and Games of Mikhail Tal. Everyman Chess (1997). ISBN 1-85744-202-4
- Tal, Mikhail. Tal–Botvinnik, 1960. Russell Enterprises (2001). ISBN 1-888690-08-9

## Sakkelméleti munkássága
A megnyitásokban kevésbé mélyült el, de néhány változat őrzi a nevét:
- Petroff-huszárjáték, Tal-csel ECO C43: 1.e4 e5 2.Hf3 Hf6 3.d4 exd4 4.e5 He4 5.Fb5
- Szicíliai védelem, Tal-csel ECO B21: 1.e4 c5 2.f4 d5 3.exd5 Hf6
- Caro–Kann-védelem, Tal-változat ECO B12: 1.e4 c6 2.d4 d5 3.e5 Ff5 4.h4
- Benoni védelem, Tal-változat ECO A60: 1.d4 Hf6 2.c4 c5 3.d5 e6
- Szicíliai védelem, Tal-változat ECO B82: 1.e4 c5 2.Hf3 d6 3.d4 cxd4 4.Hxd4 Hf6 5.Hc3 e6 6.f4 Hc6 7.Fe3 Fe7 8.Vf3

## Emlékezete
- 2001-ben Rigában postabélyeget bocsátottak ki tiszteletére.
- 2006 óta minden évben megrendezik Moszkvában a Mihail Tal-emlékversenyt.
- Rigában a Vermanszkij parkban szobrot állítottak neki.
- 2011. szeptember 5-én Elisztában a „City-chess” konferenciatermében megnyílt a Mihail Tal sakk-emlékmúzeum.

## Nevezetes játszmái
- Mikhail Tal vs Alexander Tolush, USSR Championship, Moscow 1957, Királyindiai védelem, Saemisch-változat (E81), 1–0 A kritikus utolsó fordulóbeli játszmában sem marad adós Tal a tűzijátékkal, győzelme első szovjet bajnoki címét eredményezi.
- Borisz Szpasszkij vs Mihail Tal, szovjet bajnokság, Riga 1958, Nimzoindiai védelem, Saemisch-változat (E26), 0–1 A döntetlen színezetű végjátékban Szpasszkij győzelemre játszott, hogy elkerülje a rájátszást a zónaközi versenybe jutásért, Tal láthatóan sokáig a cserékre és a döntetlenre játszott, majd támadásba indult a világos király ellen. Ezzel a győzelmével sorban másodszor nyerte meg a szovjet bajnokságot.
- Mihail Tal vs Vaszilij Szmiszlov, Jugoszlávia, világbajnokjelöltek versenye 1959, Caro–Kann védelem (B10), 1–0 A merész áldozat a legszebb játszma díját nyerte.
- Bobby Fischer vs Mihail Tal, Belgrád, világbajnokjelöltek versenye 1959, szicíliai védelem, Fischer–Szozin változat (B87), 0–1 A két zseni játszmája teli van érdekes taktikai húzásokkal.
- Mihail Botvinnik vs Mihail Tal, világbajnoki döntő, Moszkva, 1960, 6. játszma, Királyindiai védelem, Fianchetto-változat (E69), 0–1 Szemléletes példa Tal stílusára. Tal huszárt áldoz a támadás érdekében, és Botvinnik a tábla mellett nem találta meg a megfelelő védelmet.
- Bilek István vs Mihail Tal, Moszkva 1967, Királyinidiai védelem, Szpasszkij-változat (A05), 0–1 A kockázatos ellentámadást siker koronázza, és a legszebb játszma díját kapta.
- Borisz Szpasszkij vs Mihail Tal, Tallinn, 1973, Nimzoindiai védelem, leningrádi változat (E30), 0–1 A játszma az első lépésektől kezdve teli van taktikai megoldásokkal. Sötét a centrumban támad, és megkezdődik a király utáni hajsza.
- Mihail Tal vs Tigran Petroszján, Moszkva 1974, Pirc-védelem (B08), 1–0 Tal minden idők egyik legjobb védekező játékosát egy miniatűr játszmában győzi le.